# 보아비스타잎가락도마뱀붙이
보아비스타잎가락도마뱀붙이(Hemidactylus boavistensis)는 보아비스타 리프토 게코(Boa Vista leaf-toed gecko)라 불리며, 도마뱀붙이과에 속한 도마뱀붙이류의 일종이다. 보아비스타잎은 카보베르데에 고유하다. 종명 boavistensis는 보아비스타섬을 가리키며, 그 섬들 중 하나에서 보아비스타잎이 최초로 발견되었다. 살섬, 쿠하우벨루섬(:en:Ilhéu de Curral Velho), 살헤이섬(:en:Ilhéu de Sal Rei)에서도 발견되어왔다. 오랫동안 부비에잎가락도마뱀붙이(:en:Hemidactylus bouvieri)의 아종으로 간주되어왔으나, 2008년에 개별적인 종으로 승급되었다.
성체는 항문까지의 길이는 최대 50mm에 달한다. 머리는 넓적한 편이고, 주둥이는 좁으며, 콧날은 곧거나 아래로 패여있다. 배 가운데(mid-belly)를 가로질러 35–38 개 정도의 고운 복부비늘(ventral scale)이 나있다. 뒷다리의 첫 번째 발가락은 대개 밑에 다섯 개의 비늘이 나있지만, 네 번째 발가락은 7-9개가 나있다. 한편 부비에잎은 덩치가 더 작아서 주둥이에서 항문까지 최대 40mm에 달하며, 머리가 좀 더 좁고, 20-25 개의 거친 복부비늘이 나있으며, 뒷발의 첫 번째 발가락 밑에는 3-4 개, 네 번째 발가락 밑에는 4-5 개의 비늘이 나있다.
보아비스타잎은 자생지에서는 흔하지만, 사람들이 가뜩이나 좁은 서식지를 개발하려 드는 데다, 브룩집도마뱀붙이(:en:Hemidactylus angulatus) 따위의 도입종과의 경쟁에 직면했기 때문에 IUCN 적색 목록에 "취약근접" 종으로 등록되었다.